# Cielątkowa (herb szlachecki)

Herb

Cielątkowa (Kucza, Kuczawa) – herb szlachecki.

## Opis herbu
W polu błękitnem półtora miesiąca (trzy ćwierćksiężyce) złote w rosochę zakończone złotemi gwiazdami sześciopromiennemi. W klejnocie trzy pióra strusie białe, labry w kolorze błękitnem u spodu białe.

## Najwcześniejsze wzmianki
Zapiska sądowa z 1399 roku (B. Ulanowski, Inscriptiones clenodiales ex libris indicialibus palatinatus Cracoviensis. Starodawnego prawa polskiego pomniki, t. VII, Kraków 1882-1885)

## Występowanie
Powszechny w całej Rzeczypospolitej. Herb znajduje się w Klejnotach Długoszowych i herbarzyku Ambrożego.

## Herbowni
Bzowski, Cielątko, Cielątkowa, Cielątkowski, Łyko, Mordwin, Orlewski, Orliński, Sambor, Szambor, Szczodro, Szałowski